# Lethrus sulcatus
Lethrus sulcatus är en skalbaggsart som beskrevs av Ernst Gustav Kraatz 1883. Lethrus sulcatus ingår i släktet Lethrus och familjen tordyvlar. Inga underarter finns listade i Catalogue of Life.